# Shǎo Kāng
Shao Kang (en chino simplificado 少康; pinyin, Shǎo Kāng), también conocido como Ning fue el 6º rey de la legendaria Dinastía Xia (夏), hijo de Xiāng (相). Su padre fue asesinado en una batalla contra Han Zhuo (寒浞) y sus dos hijos, Han Jiao (寒澆) y Han Yi (寒殪); su madre logró escapar, gracias a la ayuda de uno de los ministros de su marido, Mi (靡). Unos meses más tarde a esa huida nacería Shǎo Kāng en la ciudad de Youren. Una vez alcanzada la adultez, él y sus seguidores volverían del exilio y matarían a Han Zhuo en batalla. restaurando la dinastía Xia. Fue sucedido por su hijo Zhù.
A Wuyu, uno de sus hijos, se le adjudica el llevar la civilización a la tribu Baiyue de Zhejiang y el establecer el estado Yue en Kuaiji.
A veces es identificado con Du Kang, el legendario inventor del vino en la mitología china.

## Biografía
En el 2079 a. C. Shǎo Kāng y sus seguidores lucharon en una encarnizada batalla contra Han Zhuo, derrotando y matando a este último, y restaurando la Dinastía Xia.
La restauración de Shǎo Kāng de la dinastía Xia es considerada como una historia importante en China. Antes de Shǎo Kāng, la familia Xia real se había hecho corrupta, habían malgastado la fortuna de la familia, y había perdido la buena voluntad de la gente. El padre de Shǎo Kāng, Xiāng, vivió esta situación convulsa y su mandato fue breve.

### Primeros años
Cuando Xiāng fue asesinado, la madre de Shǎo Kāng, supuestamente huyó por un agujero que habían cavado los perros al pie de una pared. Ella se escapó, y dio a luz en secreto a Shǎo Kāng. Como el mundo no sabía de su existencia, se supuso que el último miembro de la familia Xia había muerto.
Shǎo Kāng creció bajo la protección de su abuelo materno. Desde una temprana edad, su madre le enseñó sus derechos de nacimiento, la caída de su familia en la corrupción, y la necesidad de restaurar la dinastía de Xia. Bajo su madre, y los ojos vigilantes de su abuelo, aprendió historia, literatura y el arte de la guerra, con el objetivo eventual de derrocar a Han Zhuo y restaurar Xia.
Con el tiempo el rumor de la existencia de un último heredero de Xia había llegado a los oídos de Han Zhuo. Pronto Han Zhuo envió a sus dos hijos para encontrar y matar a Shǎo Kāng, por lo que se vio obligado a escapar.

### Restauración
Shǎo Kāng se puso a salvo en el reino de una tribu del Norte. El líder tribal tenía algunos lazos pasados a la familia Xia, y se resistía a la usurpación de Han Zhuo y su tiranía. Él vio el potencial en el joven príncipe exiliado. Por ello decidió concederle a Shǎo Kāng la mano de su hija en matrimonio, y 100 "li" cuadrados (aproximadamente 25 millas) de tierras de labranza ricas como su propio condado. Esto dio a Shǎo Kāng una base de operaciones, en la cual podría aprender el arte del estadismo y construir su propio centro poblacional para prepararse.
Durante las tres primeras dinastías de China (Xia, Shang, Zhou), la mayor parte de China era un páramo escasamente poblado. Se esperaba de los hijos mayores heredar el territorio principal de sus padres, y seguir desarrollando las tierras y ciudades de su familia. A los herederos secundarios de familias nobles y reales, sin embargo, se les concedían grandes territorios en regiones vacías, donde esperaban que ellos construyeran sus propios centros demográficos, atrajeran poblaciones migratorias para instalarse sus regiones; poblando el territorio, facilitando su defensa y dándoles la oportunidad de demostrar su valor. Líderes acertados podrían construir sus propias ciudades-estados y tarde o temprano sus propios Reinos. En la Dinastía Zhou, el rey Zhou dio una concesión de tierra a un criador de caballos real de largo servicio. Los descendientes de este criador de caballos lograron tornar este pequeño territorio en el páramo Occidental de China en el estado Qin, que tarde o temprano conquistó toda la China y estableció la 1° Dinastía Imperial en 221 a. C.
Por casualidad, a la buena fortuna de Shǎo Kāng en su matrimonio y su subvención de tierra, un antiguo ministro de la familia Xia real, Mi, había ocultado una fortuna enorme y había estado comprando armas y construyendo un ejército secretamente para vengarse sobre Han Zhuo. Este ministro, unió sus fuerzas con Shǎo Kāng, renovando su lealtad a Xia. Con su base segura y con un ejército entrenado, Shǎo Kāng siguió construyendo su estado bajo la vieja bandera de Xia, predicando y recordando a la gente la benevolencia de los viejos Xia.
Han Zhou, mientras tanto, se volvió cada vez más tiránico, e impuso impuestos graves sobre la gente del antiguo reino de Xia. Cuando el nuevo Reino Xia de Shǎo Kāng creció en tamaño y fortuna, entonces se extendió el rumor de la benevolencia de Shǎo Kāng. La gente comenzó a comparar a Shǎo Kāng a los primeros reyes benévolos de Xia haciendo que muchos se escapen para instalarse en su estado, multiplicando sus recursos y población.

### Victoria
Han Zhou se volvió temeroso, ya que Xia, no sólo había sobrevivido, sino que ahora rivalizaba con su poder, tanto en tamaño como en fuerza. Envió a sus dos hijos, junto a la expedición más grande que pudo reunir para destruir a Shǎo Kāng. Pero Shǎo Kāng ya se había convertido en un líder poderoso. Reunió sus fuerzas y se encontró con los ejércitos de Han Zhuo, a los que derrotó matando a sus hijos. Entonces el ejército de Shǎo Kāng avanzó con paso firme hacia la capital, donde la gente de Xia lo saludó como un libertador abriéndole la puerta a la ciudadela. Han Zhuo, sintiendo cerca la derrota, se suicidó, (aunque otras versiones cuentan que murió a manos de Mi, el ministro de Shǎo Kāng).

### Reinado
Cuando tomó de nuevo la capital Xia ordenó a su ejército no saquear la ciudad, para proteger a la gente y a sus posesiones y para restaurar la paz y la prosperidad a Xia. Homenajeó a sus ancestros y se coronó otra vez como Rey obteniendo tributo y reconocimiento de los reinos circundantes.
En este tiempo, esto se convirtió en la religión oficial en China en forma del culto de los antepasados. Era un ritual sumamente político y simbólico. Las familias reales eran jefes de clanes, cada reino siendo esencialmente un clan. Las familias reales los protectores de los huesos de los antepasados para aquel clan, y eran responsables del ejercicio de ceremonias religiosas como una función estatal. Esta clase de ceremonia religiosa de homenajear a los antepasados de alguien también fue considerada como un símbolo de estado. Los reinos mostraban su riqueza y poder mediante esta ceremonia, un reino que era demasiado pobre para conducir la ceremonia con la opulencia suficiente, se consideraba lo bastante débil para ser destruido.
En este tiempo, China estaba dividida en muchos reinos tribales, cada uno con el tamaño de una pequeña ciudad estado con Xia meramente controlando algunos. Muchos de estos Reinos podían reclamar alguna relación de sangre el uno con el otro, ya que se reconocían 25 herederos del Emperador Amarillo. Esto fracturó la estructura política en gran parte debido a la costumbre de conceder tierras a hijos menores. A causa de esta fracturación, la mayoría de los pequeños reinos eran estados tributarios de Xia en un sentido en gran parte simbólico. Como todas estas familias reales eran esencialmente de un clan original, su derecho de gobernar estaba directamente enlazado a su lazo de sangre el uno al otro y al clan original. Xia, entonces, era el líder reconocido de los reinos, porque tenía más poder militar y económico y porque era la familia real que tenía una sucesión de autoridad directa transmitida desde tiempos del Emperador Amarillo. En otras palabras, el derecho de a Xia de gobernar no estaba legitimado por la conquista, a diferencia de todas las posteriores dinastías de China. Esto era un símbolo enormemente significativo política y religiosamente a la Familia Xia. Xia era esencialmente el jefe de la gran casa de todos los reinos. Tenía la responsabilidad y la capacidad de reclamar defensa mutua y ayuda quizás suponiendo una pequeña cantidad de tributo de todos los demás reinos. Incluso si el régimen Xia era de vez en cuando considerado injusto, otros reinos no desafiarían a rebelarse, porque haciendo tal cosa romperían la línea sucesoria real.

### Anales de Bambú
Shǎo Kāng tomó el trono en el año de Bingwu (1874 a. C.). Todos sus vasallos vinieron para rendirle respeto. Entretuvo como invitado al duque de Yu.
En el segundo año de su reinado, los bárbaros de Fang se le sometieron.
En el tercer año de su reinado, restauró en su puesto al descendiente del príncipe de Tseih, el ministro de Agricultura.
En el decimoprimer año de su reinado, ordenó a su vasallo Ming, príncipe the Shang, que regule el río Ho.
En el décimo octavo año de su reinado trasladó su capital a Yuan.
En el vigésimo primer año de su reinado murió.